# Mistrzostwa Kazachstanu w Skokach Narciarskich 2019 (luty)
Mistrzostwa Kazachstanu w Skokach Narciarskich 2019 – zawody mające na celu wyłonić mistrza Kazachstanu w skokach narciarskich, które zostały rozegrane w Ałmaty w dniach 5–6 lutego 2019 na skoczniach HS140 i HS100 kompleksu Gornyj Gigant. Oprócz mistrzostw seniorów, rozegrano także konkursy w dwóch kategoriach wiekowych chłopców i dziewcząt.
Podczas pierwszego dnia zmagań rozegrano konkurs mężczyzn na normalnej skoczni, w którym triumfował Danił Wasiljew, a miejsca na podium uzupełnili Nurszat Tursunżanow oraz Roman Nogin (na starcie stanęło 17 zawodników).
Drugiego, ostatniego dnia zawodów zaplanowano konkurs mężczyzn na dużej skoczni i rywalizację wśród kobiet na normalnym obiekcie: wśród panów ponownie najlepszy okazał się Danił Wasiljew, przed Tursunżanowem i Ilszatem Kadyrowem (do startu przystąpiło 13 zawodników), natomiast u kobiet zwyciężyła Walentina Sdierżykowa, a kolejne miejsca zajęły Wieronika Szyszkina oraz Alina Tuchtajewa (oprócz nich startowały jeszcze trzy skoczkinie).

## Wyniki

### Mężczyźni
| Msc.  | Zawodnik            | Rok ur. | I seria | II seria | Punkty |
| ----- | ------------------- | ------- | ------- | -------- | ------ |
| 1.    | Danił Wasiljew      | 2004    | 95,0 m  | 94,0 m   | 222,0  |
| 2.    | Nurszat Tursunżanow | 2003    | 95,0 m  | 93,0 m   | 220,0  |
| 3.    | Roman Nogin         | 1998    | 89,0 m  | 88,0 m   | 198,0  |
| 4.    | Gleb Safonow        | 2001    | 91,0 m  | 84,5 m   | 194,5  |
| 5.    | Ibraim Abduchaliłow | 1999    | 89,0 m  | 85,5 m   | 191,5  |
| 6.    | Ilszat Kadyrow      | 2003    | 86,5 m  | 85,0 m   | 186,0  |
| 7.    | Michaił Bojko       | 2000    | 85,5 m  | 88,5 m   | 185,0  |
| 8.    | Czingiz Rakparow    | 1995    | 84,5 m  | 84,0 m   | 179,0  |
| 9.    | Akram Abiłow        | 1996    | 84,5 m  | 84,0 m   | 168,0  |
| 10.   | Rusłan Zajkowski    | 2000    | 79,0 m  | 81,5 m   | 157,0  |
| . . . |                     |         |         |          |        |

| Msc.  | Zawodnik            | Rok ur. | I seria | II seria | Punkty |
| ----- | ------------------- | ------- | ------- | -------- | ------ |
| 1.    | Danił Wasiljew      | 2004    | 109,5 m | 117,5 m  | 179,1  |
| 2.    | Nurszat Tursunżanow | 2003    | 105,0 m | 104,0 m  | 141,7  |
| 3.    | Ilszat Kadyrow      | 2003    | 102,5 m | 104,5 m  | 136,6  |
| 4.    | Gleb Safonow        | 2001    | 102,0 m | 103,5 m  | 133,4  |
| 5.    | Roman Nogin         | 1998    | 104,0 m | 97,5 m   | 122,2  |
| 6.    | Czingiz Rakparow    | 1995    | 103,0 m | 97,5 m   | 114,9  |
| 7.    | Ibraim Abduchaliłow | 1999    | 98,5 m  | 99,0 m   | 113,0  |
| 8.    | Iwan Niechoroszew   | 2001    | 98,5 m  | 95,0 m   | 98,8   |
| 9.    | Michaił Bojko       | 2000    | 98,0 m  | 94,5 m   | 97,0   |
| 10.   | Stanisław Karacupa  | 2000    | 93,0 m  | 94,0 m   | 86,1   |
| . . . |                     |         |         |          |        |

### Kobiety

#### Konkurs indywidualny – 6 lutego 2019 – HS100
| Msc. | Zawodnik              | Rok ur. | I seria | II seria | Punkty |
| ---- | --------------------- | ------- | ------- | -------- | ------ |
| 1.   | Walentina Sdierżykowa | 2001    | 89,0 m  | 88,0 m   | 198,0  |
| 2.   | Wieronika Szyszkina   | 2003    | 91,0 m  | 84,5 m   | 194,5  |
| 3.   | Alina Tuchtajewa      | 2001    | 89,0 m  | 85,5 m   | 191,5  |
| 4.   | Dajana Piecha         | 2001    | 86,5 m  | 85,0 m   | 186,0  |
| 5.   | Amina Tuchtajewa      | 2004    | 85,5 m  | 88,5 m   | 185,0  |
| 6.   | Sofja Usmanowa        | 2004    | 81,0 m  | 84,0 m   | 168,0  |